# Военная история Парижа
Военная история Парижа от Цезаря до нацистской оккупации.

## Эпоха Цезаря
В эпоху Юлия Цезаря место, где теперь стоит Париж, принадлежало кельтскому племени паризиев. Главный город, Лутуэци, то есть водное жилище (у римлян и греков — Лютотиция или Лютеция; обыкновенно Lutetia Parisiorum), лежал на острове реки Сены (нынешний остров Ситэ). Защищаемая двумя рукавами Сены и кроме того деревянными стенами, Лютеция в военное время служила приютом для стариков, женщин, детей и скота, а в мирное время друиды назначали там свои таинственные собрания и отправляли свои судебные функции. В 54 году Цезарь устроил здесь собрание галльских племён. В восстании Верцингеторикса принимали участие и паризии, но, после храброй защиты своей столицы, они были покорены Лабиеном. Цезарь позволил вновь построить и укрепить разрушенную во время войны Лютецию. С этого времени она сделалась Urbs vectigalis (городом, платящим дань), а её жители, ведя немаловажную торговлю на Сене, скоро разбогатели. Тут же была стоянка для речной флотилии; отсюда герб города — корабль.

## IX век
В IX веке город много терпел от грабежей норманнов и от голода. Карл Лысый находясь в Париже во время нашествия викингов вместо борьбы решил просто откупиться (заплатил конунгу Рагнару Лодброку 6 тонн серебром и золотыми слитками), чтобы грабители ушли и никогда не возвращались, но это произвело обратный эффект, ведь когда стало известно, сколько там можно получить, какие там товары и земли, разграбление северной Европы продолжилось с ещё большей яростью. В 885—886 годах город выдержал, под руководством графа Одона, многомесячную осаду норманнов.

## XIV век
В 1369 году при Карле V начата постройка Бастилии для защиты от англичан.
По поводу новых налогов регента, герцога Анжуйского, вспыхнуло (1382) восстание так называемых майотенов, подавленное после жестокого кровопролития.

## XV векиЖанна д’Арк
В борьбе партий бургундцев и арманьяков парижане стояли на стороне первых. В 1411 году кабошьены под предводительством Симона Кабоша овладели Парижем и соединились с бургундской партией; в 1413 году они были усмирены, но в 1418 году вновь восстали, убили графа д’Арманьяка и в 1420 году передали Париж англичанам.
В 1429 году Жанна д’Арк безуспешно осаждала Париж; лишь в 1436 году Дюнуа взял город для Карла VII.
В конце XV века Париж снова оправился, в нём проживало до 150 000 жителей.

## XVI век
В эпоху преследования гугенотов население Парижа страстно приняло сторону католицизма и лиги. 24 августа 1572 года парижане перебили до 2000 гугенотов.
Во время последовавших затем осад, чума и голод свирепствовали в столице. После того как в «день баррикад» (12 мая 1588 года) Генрих III был изгнан из Парижа, город сдался лишь в 1593 году Генриху IV; больше 13 000 человек умерло во время последней осады от голодной смерти.

## XVIII век
В XVIII веке Париж окружён новыми стенами (1726); построен Дом инвалидов, создана военная школа на Марсовом поле.

## Французская революция
Революция 1789 года особенно бурным характером отличалась в Париже. Взятие Бастилии 14 июля 1789 года дало сигнал целому ряду волнений, как например поход на Версаль 5 октября 1789 года, нападение на Тюильри 10 августа 1792 года, сентябрьские убийства, прериальское и вандемьерское восстания (1795) и т. д., страшно волновавшие всю Францию. Париж находился тогда под террористическим господством муниципалитета, состоявшего из якобинцев и кордельеров, а затем знаменитой коммуны, которая, стоя во главе по военному организованного пролетариата, угрозами и насилием заставляла всех повиноваться её воле.
Парижское население в эпоху революции привыкло сознавать, что все материальные и нравственные силы провинции сконцентрированы в столице, и поэтому смотрело на себя как на сердце Франции, за пульсом которого должно следить все государство. Возводя роскошные здания в Париже, Наполеон I старался создать достойную столицу своей всемирной монархии. Всё, что он захватывал во время своих победоносных походов, отправлялось в Париж. На Вандомской площади триумфальная колонна должна была напоминать последующим поколениям о деяниях Наполеона и его великой армии.

## Кампания 1814 года
В 1814 году Париж был главным объектом для операций союзников во Франции. После сражения при Фер-Шампенуазе, союзные войска (главная и Силезская армии), в числе около 170 тыс. чел., направились к Парижу с востока и севера. Высланный к городу Мо, французский отряд Компана был 16 марта оттеснен к Бонди, а 17-го — непосредственно к Парижу. К вечеру того же дня прибыли в город корпуса маршалов Мармона и Мортье; передовые войска главных сил Наполеона утром 18 марта достигли лишь города Труа (более 160 км от Парижа).
Местность, на которой французам пришлось защищать свою столицу, представляла большие выгоды в оборонительном отношении, но силы обороняющегося были слишком незначительны сравнительно с силами союзников. Брат Наполеона, Жозеф, командовавший войсками в Париже, имел в своем распоряжении всего до 40 тыс. чел., при 154 орудиях (в том числе 12 тыс. национальной гвардии, плохо вооруженной и почти не обученной). Корпус Мармона и отряд Компана (12 400 чел.) должны были оборонять Роменвильское плато, а Мортье и дивизия Мишеля — Монмартр. Генерал Монсей, с волонтёрами и национальной гвардией, занимал городскую ограду.
Со стороны союзников в бой введено было 18 марта около 100 тыс. человек. Атаку предполагалось начать в 5 час. утра: силезской армией — с севера, главной — с востока. Но первая опоздала на 7 часов (офицер, везший ей приказание, был задержан на переправе через реку), а вторая повела атаку ещё позже, так что вся тяжесть боя долго лежала на выдвинутом вперед корпусе Раевского. Принц Евгений Вюртембергский упредил французов в занятии Роменвиля и хотя и удержался там против атаки превосходных сил, но ограничивался канонадой, выжидая прибытия войск наследного принца Вюртембергского.
К северу от городка Пантен (Pantin) русская дивизия Гельфрейха, усиленная прусско-баденской бригадой, с большим трудом взяла городок Мезонет, но продвинуться дальше не могла, так как соседние высоты были заняты неприятелем. На правом крыле союзников граф Ланжерон, заняв авангардом Обервилье, направился к Монмартру; левее его наступали прусские корпуса Клейста и Иорка. Для поддержания прусской гвардии у Мезонета дивизия принца Вильгельма двинулась через Уркский канал, отбила две неприятельские атаки и, при содействии русских войск, взяла Ля-Вилетт, после чего, преследуя французов, около 4 часов пополудни проникла до парижских застав.
К этому же времени на левом крыле союзников, войска наследного принца Вюртембергского, овладев Венсенским парком, также приблизились к городской ограде. Услышав об успехе, войска центра двинулись на Роменвильское и Бельвильское возвышения и после часового боя оттеснили Мармона за городскую ограду. Около 3,5 часов дня войска силезской армии овладели Ля-Шапелем, а корпус Ланжерона развернулся у подножия Монмартра.
В 5-м часу дня французские маршалы, убедившись в безнадежном положении Парижа, вступили в переговоры с императором Александром и князем Шварценбергом. Вскоре замолкла стрельба с восточной стороны города, а затем и с северной — по взятии Ланжероном Монмартра. В сражении под Парижем союзники потеряли около 8,5 тыс. чел. убитыми и ранеными, французы — наполовину меньше. Такой значительный урон со стороны союзников объясняется тем, что они вели фронтальную атаку на сильнейшие части позиции и войска их вступали в бой разновременно.
На следующий день (19 марта) последовало торжественное вступление победителей в столицу Франции, откуда неприятельские войска предварительно были выведены по направлению к Фонтенбло.

## 1815 год
В 1815 году, после сражения при Ватерлоо, когда пруссаки под начальством Блюхера подошли к Парижу, город, за неимением средств к обороне, 3 июля капитулировал.

## Июльская революция
В 1830 году, когда Карл Х попытался своей личной властью изменить и стеснить государственную жизнь Франции, в Париже вспыхнула июльская революция, в которой участвовали и буржуазия, и рабочие. Два дня продолжался бой на улицах с королевскими солдатами: последние отступили.
При Людовике-Филиппе Орлеанском население долго не могло успокоиться: в Париже не раз вспыхивали грозные восстания (1832, 1834), возбуждаемые то легимистами, то республиканцами, и уличная война с опытными в революционном деле рабочими не всегда была легка для правительства.

## Революция 1848 года
Февральская революция 1848 г. еще раз доказала господствующее положение Парижа; но между создавшими республику рабочими и буржуазией тотчас же после крушения июльской монархии проявилась непримиримая противоположность, результатом чего был июньский трехдневный уличный бой между рабочими и линейными полками, усиленными национальной гвардией — бой, подобного которому еще не видели даже в Париже, пережившем столько восстаний.

## Фортификационные работы в 40-х годахXIX века
Еще в начале 40-х годов девятнадцатого столетия Париж в военном отношении обращен был в центральный редут страны и сильно укреплен. С 1840 года ряд фортификационных работ опоясал Париж линией фортов и валом. Укрепления эти состояли из 2 поясов.
- Крепостная стена окружала город прямыми линиями по обоим берегам Сены, наподобие большого неправильного четырехугольника, и состояла из военной улицы, вала, рва и гласиса; толщина стен до 3,5 м, высота до 10 м, над сухим рвом от 15—20 м ширины; 94 бастионных фронта и 66 потерн (67 бастионов на левом берегу).

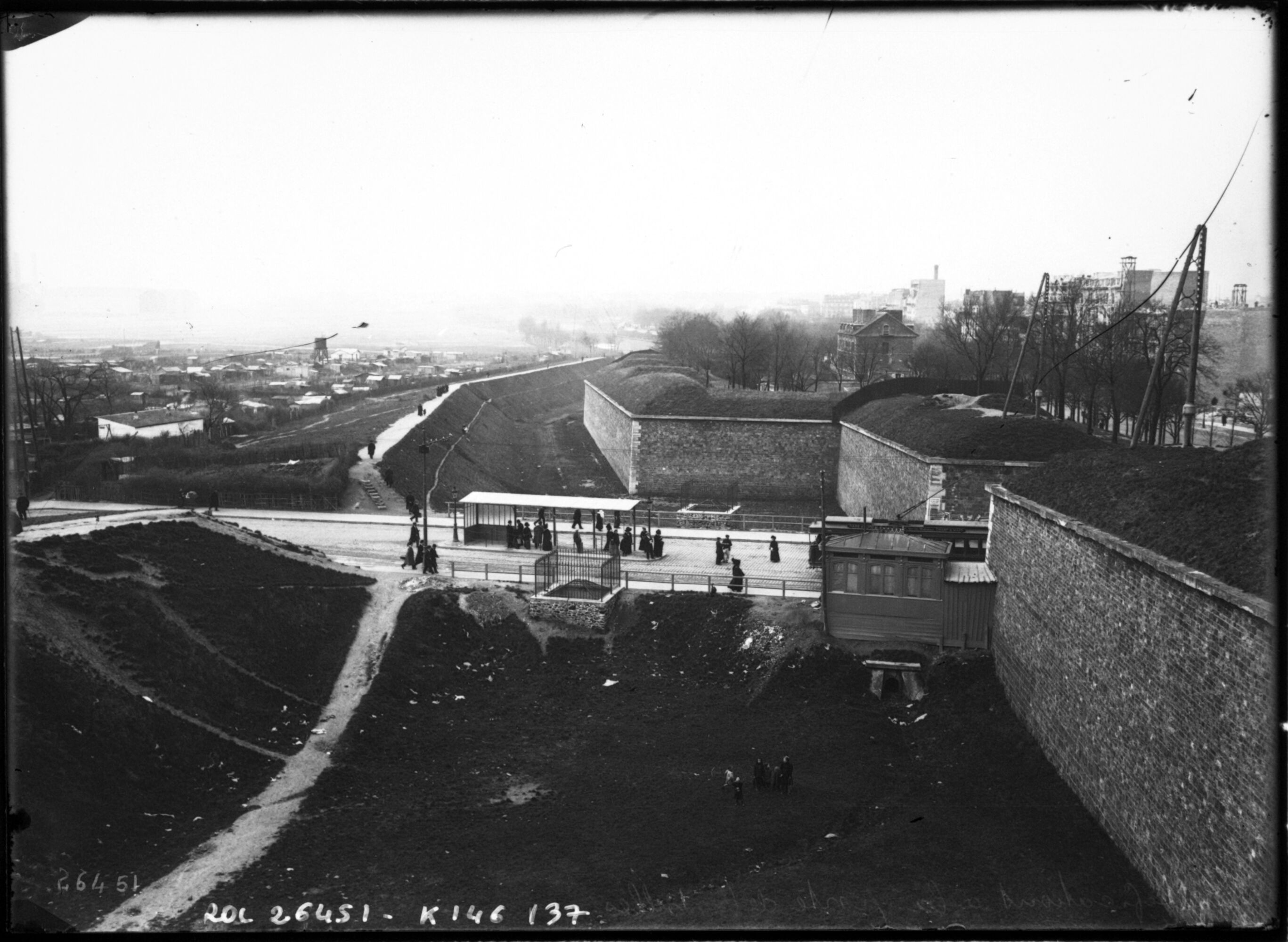
Вид Тьерской городской стены в районе Версальской заставы в 1913 г.

- На расстоянии 1,5—4,8 км от крепостной стены расположены были 16 фортов, на кругообразной линии длиной 70 км. Линия из 10 фортов на правом берегу Сены описывает дугу, опирающуюся одним концом на Шарантон, другим — на Сен-Дёни. На левом берегу Сены, между Марной и Медоном, тянулась линия остальных старых фортов, из которых самый сильный — Мон-Валериен (Mont Valérien).

## Франко-прусская война 1870—1871
Во время франко-германской войны 1870—1871 годов, во второй половине августа 1870 года, в Париж были свезены большие запасы продовольствия; но работы по подготовке к обороне фортов и впереди лежащей местности шли медленно.
Губернатор Парижа генерал Трошю (он же главнокомандующий действующей армией и президент правительства национальной обороны) имел в своем распоряжении не более 60 тыс. регулярных войск (13-й и 14-й корпуса). Новобранцы представляли весьма плохой и отчасти опасный для самого правительства войсковой элемент. Их было около 115 тыс.
После капитуляции армии Мак-Магона под Седаном, передовые части германской армии 17 сентября 1870 г. появились возле Парижа, а 19 сентября город был обложен неприятельскими войсками, численность которых превышала 120 тыс., при 622 орудиях. Французы однако, несмотря на неблагоприятные условия, не допустили беспрепятственной осады столицы.
17 сентября французские войска столкнулись с пруссаками у Монмеди (причем выяснено было движение неприятельских войск), а 19 сентября произошел бой у Шатильона, кончившийся для французов полной неудачей и стоивший им около 700 человек, после чего Трошю приказал очистить внешние оборонительные линии и сосредоточить войска в Париже.
Вскоре к германцам прибыли подкрепления, усилившие армию обложения до 168 тыс. пехоты и 13 тыс. конницы, при 692 орудиях. Обе стороны приступили к усовершенствованию своих позиций. Французы после начала блокады дали несколько сражений, с целью приучить свои войска к огню (30 сентября — бой у Шевильи, 13 октября — у Банье-Шатилион, 21 октября — у Мальмезона), но все эти стычки не имели никаких результатов и стоили больших потерь.
Неудача, испытанная 30 октября при Ле-Бурже, в связи с дурными вестями из провинции (капитуляция Меца), вызвала 31 октября восстание в столице, обнаружившее слабость французского правительства и необходимость вести двойную борьбу с внешними и внутренними врагами. Тем не менее, условия мира, предложенные Бисмарком, были настолько тяжелы, что французы решились продолжать войну.
В конце октября оборонительные работы вокруг Парижа шли успешно, вооружение было усилено и войска подготовились к наступательным действиям против неприятеля, выжидавшего за окопами, когда голод вынудит Париж сдаться. Когда 14 ноября в столице было получено известие о победе французов при Кульмье, общественное мнение потребовало движения навстречу луарской армии. Последствием этого были упорные сражения при Вильере — 30 ноября, и при Шампиньи — 2 декабря, в которых французы опять не имели успеха. Вскоре затем пришло известие о поражении луарской армии, и пришлось на время отложить всякие попытки к прорыву.
21 декабря сделана вылазка к Ле-Бурже, но и она кончилась неудачей. После этого популярность генерал Трошю окончательно пала. Между тем к германским войскам прибыл осадный парк, и с 27 декабря началось бомбардирование города, где в это время стали заканчиваться продовольственные запасы.
5 января 1871 года бомбардирование было усилено, и в течение 23 дней продолжалось непрерывное обстреливание Парижа с юга и севера. 19 января французами была сделана новая попытка прорваться на юг к Луаре, опираясь на форт Мон-Валериен, кончившаяся полным неуспехом и потерей более 4 тыс. человек.
22 января опять вспыхнул бунт в Париже, который, однако, вскоре удалось подавить.
28 января заключено перемирие на 21 день. Французская армия была обезоружена и удержана в столице; национальную гвардию не обезоружили, что и было причиной той легкости, с которой организовалась коммуна. По мирному договору Париж заплатил 200 миллионов франков контрибуции и получил продовольствие.
29 января форты были сданы германцам, которым достались 602 полевых и 1302 осадных орудия. Германские войска вступили в Париж только на несколько дней и заняли лишь небольшую его часть. Париж, продержавшись 4,5 месяца, много способствовал обороне Франции, оттянув к себе значительные силы германцев, и только преждевременное падение Меца ослабило влияние Парижа на оборону страны, не дав окрепнуть вновь сформированным в провинциях французским армиям.

## Парижская коммуна
После седанской битвы, в Париже была провозглашена республика и организовано правительство национальной защиты. Но не успело еще новое правительство принять какие бы то ни было меры для обороны, как уже немецкие войска обложили Париж. Войско в Париже было разделено на три части: одна, образованная из национальной гвардии, должна была оборонять городскую ограду и заботиться о сохранении общественного спокойствия; другая, состоявшая из регулярных войск и матросов, должна была совершать вылазки, а третья была организована для защиты отдельных фортов. Большинство армии состояло из людей, не свыкшихся с военной службой; среди её командиров выдающихся полководцев не было, но и солдаты и горожане сделали всё, что могли, и лишь недостаток съестных припасов заставил город сдаться: в это время хлеба в Париже оставалось на 8 дней, а конины — на 14.
В национальное собрание 1871 года Париж послал представителей радикальной демократии. Социалистические идеи, очень популярные среди парижских рабочих, привели последних к разрыву связи с остальной Францией и провозглашению коммуны. Началась междоусобная война. Французское правительство было вынуждено вести против Парижа вторую осаду и взять город штурмом.
21 мая правительственные войска вошли в Париж, но им предстояло еще завоевывать улицы города, загражденные сильными баррикадами, и коммунары были окончательно побеждены лишь после 5-дневной уличной резни, беспощадной с обеих сторон, ужасающей по своим подробностям. Во время этой последней борьбы коммунары сожгли ряд общественных зданий, в том числе дворец Тюильри, мэрию, счетную палату, министерство финансов и др. Наконец, 25 мая наступил конец борьбе. Город был обезоружен, национальная гвардия распущена. Спокойствие в Париже установилось на долгое время.

## Укрепления концаXIX века

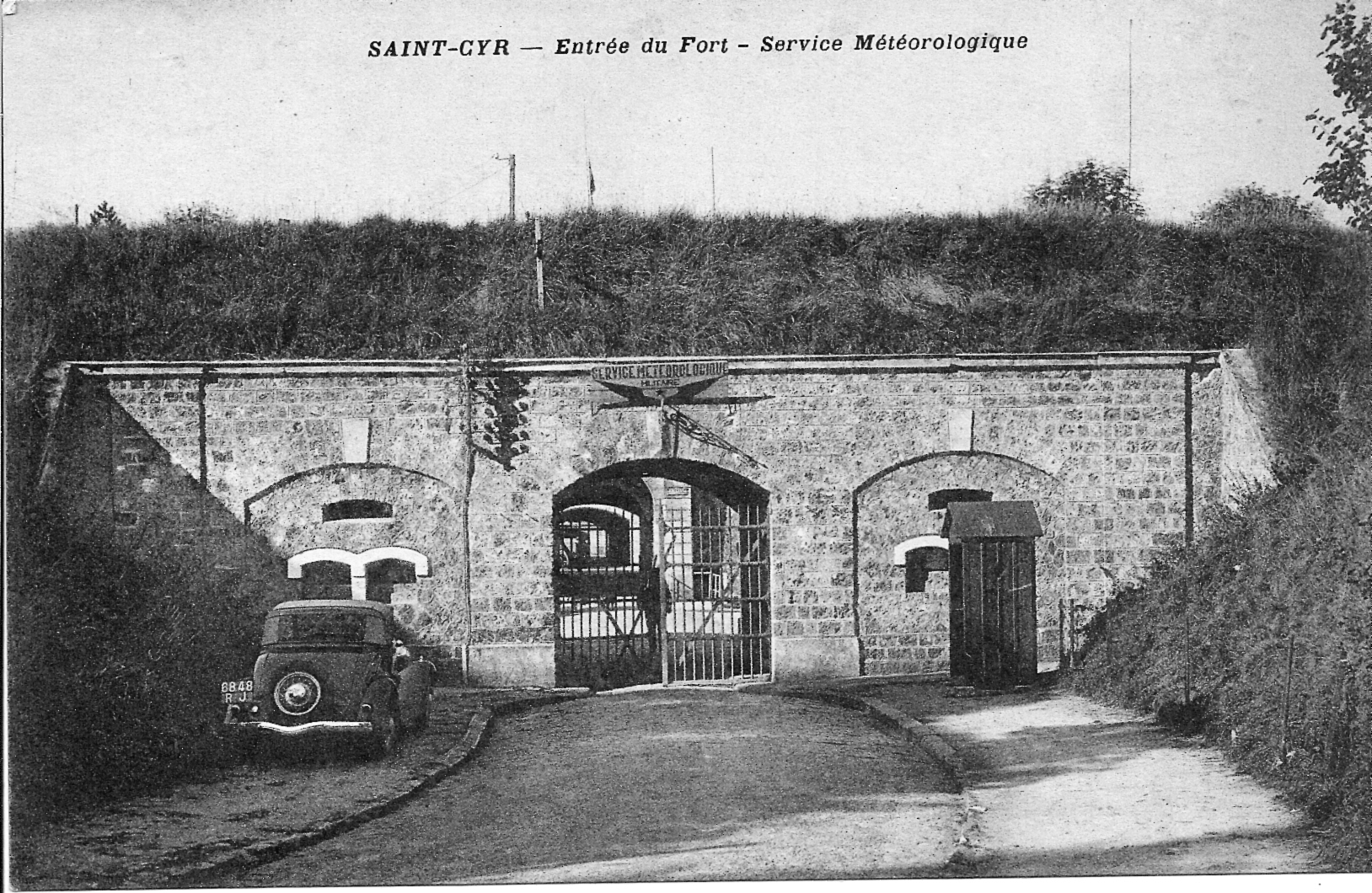
Форт Сен-Сир, вид в 1930 г.

В 1872 г. построена была длинная линия новых фортов. Самые отдаленные из них — в 17 км от городских ворот, ближайшие — в 10 км. Эти новые сооружения состояли из 7 первоклассных фортов, каждый на 1200 чел. команды и 60 тяжелых орудий, 16 фортов 2-го разряда на 600 чел. команды и 24 орудия, и около 50 батарей и редутов на 200 чел. и 6 орудий каждый. Они образовывали три укрепленных лагеря. Почти все эти укрепления окончены в 1878 г. и делали Париж недоступным для полной осады или бомбардировки. Они сообщались между собой железной дорогой длиной 113 км, шедшей параллельно железнодорожному пути (длиной в 37 км) внутри крепостных стен. Дорога была приспособлена для подвоза войск и припасов.

## Первая мировая война
В сентябре 1914 г. в результате битвы на Марне немецкое вторжение удалось остановить на подступах к Парижу.
Начиная с 1914 г., Париж бомбили немецкие самолёты и дирижабли.
В 1918 году немцы обстреливали Париж с расстояния более 100 км из так называемой Парижской пушки.

## Нацистская оккупация
В годы Второй мировой войны город был занят немецким вермахтом, оккупация продлилась до конца августа 1944 года.